# Bryan Charnley
Bryan Charnley (20 septembre 1949 — 19 juillet 1991) est un artiste britannique dont le travail est fortement marqué par le fait qu'il est atteint de schizophrénie paranoïde. Il a notamment exploré les effets de cette maladie mentale dans son travail. Il met fin à ses jours le 19 juillet 1991.

## Biographie

### Jeunesse
Bryan John Charnley est né le 20 septembre 1949 à Stockton-on-Tees, Angleterre, au Royaume-Uni. Il grandit en compagnie de son frère jumeau entre Londres, Chislehurst, Kent, Cranfield (où son père a travaillé comme maître de conférences) et à Bromham, dans le Bedfordshire. Durant l'été 1968, alors qu'il est âgé de 18 ans, il est atteint de dépression nerveuse. Celle-ci ne l'empêchera cependant pas d'étudier à la Leicester School of Art à partir de la fin de l'année 1968. En 1969, il obtient une place à la Central School of Art and Design de Holborn, à Londres, mais il ne terminera pas son cursus en raison d'une autre dépression, qui conduira à le diagnostiquer d'une schizophrénie aiguë.
De 1971 à 1977, il vit avec ses parents entre ses périodes d'hospitalisation et de traitement. Ces traitements comprennent notamment de l'électroconvulsivothérapie (ECT). Durant l'année 1978, il s'installe à Bedford et commence son œuvre peint. Durant cette période, Bryan Charnley s'inspire fortement du photoréalisme, qui rencontre alors un certain succès en Amérique, plutôt que de l'art conceptuel, à la mode sur la scène artistique londonienne. Il peint alors de nombreuses peintures de fleurs à grande échelle. Toutefois, Charnley s'intéresse également à l'œuvre de sa collègue artiste britannique Bridget Riley, dont il perçoit le travail comme une « discipline froide », à laquelle est associée une forte charge émotionnelle.

### Relation avec Pam Jones
En 1982, Charnley peint un double portrait de lui-même et de sa conjointe Pam, durant le moment qui sera a posteriori appelé « le point culminant de la première période photoréaliste de Charnley. » La composition et le traitement montrent l'intérêt de Charnley pour le travail de David Hockney. En 1987, Pam, qui souffrait elle aussi de maladie mentale, tente de se défenestrer. Bien qu'elle en ressorte vivante, sa colonne vertébrale est gravement endommagée. Cet évènement traumatise Bryan Charnley qui peint la même année Leaving by the Window.

### Développement stylistique
Charnley explore sa vie intérieure grâce à sa peinture au moins depuis 1982, en abordant plus particulièrement la schizophrénie. En 1988, Bryan Charnley écrit qu'il s'était « trouvé dans un voyage intérieur dans lequel le paysage et le sujet étaient subsumés à la vision intérieure. » Néanmoins, dès 1987, il s'inspire de plus en plus des théories de Sigmund Freud sur les rêves, et use d'un symbolisme élaboré pour exprimer son état mental.
En 1984, quatre de ses peintures sont achetées par le Bethlem Royal Hospital de Beckenham pour leur collection permanente. Durant cette période, Bryan Charnley étudie également le travail d'autres artistes issus de la collection du Bethlem Royal Hospital tels William Kurelek et Louis Wain. Charnley dit du travail de ces artistes : « [il] m'a semblé avoir le pouvoir d'aller bien au-delà de ce que l'on attend du patient en tant qu'artiste. Ici, j'ai vu l'art dépouillé de toute prétention ésotérique et conceptuelle. » Charnley créé à cette période un œuvre minutieusement symboliste qui comprend par exemple To the Farm (1987), Grey Self-Portrait (1986) et Brooch Schizophrene (1987), œuvres acquises par le Bethlem Museum of the Mind.
En 1989, la Dryden Street Gallery, de Covent Garden à Londres offre une exposition personnelle à Charnley. En 1990, deux de ses peintures sont présentées à l'exposition Visions organisée par Aiden Shingler au Royal College of Art. Il peine cependant toujours à vivre de son art.

### Dernières œuvres et décès
Charnley vivait avec une grande frustration son manque de succès sur le marché de l'art. Cette frustration se joint à la difficulté que l'artiste rencontre à apprécier pleinement la reconnaissance qu'il a reçue, à cause des problèmes quotidiens que lui posent sa maladie et les médicaments lourds qui lui ont été prescrits pour la contrer. Ces éléments ont contribué à sa décision au début de l'année 1991 de peindre une série d'autoportraits relatant son expérience, au moment où il réduit sa médication. La journaliste et PDG de SANE, Marjorie Wallace, a encouragé Charnley à tenir un journal relatant ses progrès. L'artiste a inclus le journal comme une partie intégrante de ses portraits, usant du texte pour justifier son choix d'images et pour décrire son état existentiel.Cette série d'autoportraits est composée de dix-sept peintures. Un débat subsiste quant au dernier tableau, dont certains supposent qu'il est incomplet en raison de la présence d'une date dans le coin inférieur droit. L'article de Marjorie Wallace sur les autoportraits de Charnley a été publié dans le Telegraph Magazine en décembre 1991. L'artiste a peut-être été partiellement influencé par les Kaleidoscope Cats de Louis Wain, conservés dans la collection du Bethlem Museum of the Mind, dont on pense (à tort) qu'ils retracent la progression du trouble mental de Wain. Bryan John Charnley se suicide le 19 juillet 1991.

## Expositions
- Bryan Charnley, Dryden Street Gallery, Londres, 1989
- Visions, Royal College of Art, Londres, 1990 (exposition collective)
- Traverser la frontière, Harris Art Gallery and Museum, Preston, 1995
- Bryan Charnley : Autoportrait face à face avec la schizophrénie, National Portrait Gallery, 1995
- Bryan Charnley L'art de la schizophrénie, Bethlem Museum of the Mind, 2015[14]

## Galerie

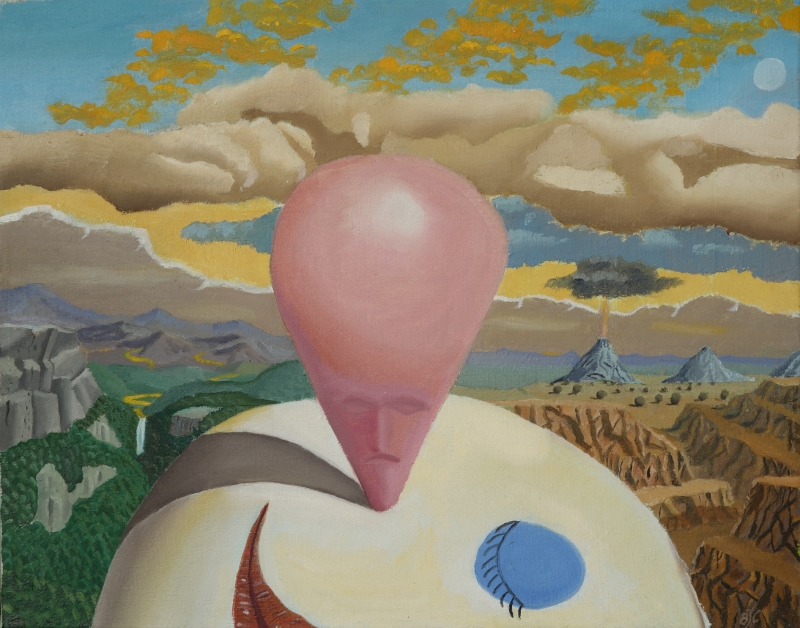
Clown dans un paysage, 1983, peinture à l'huile, 40 × 50 cm.
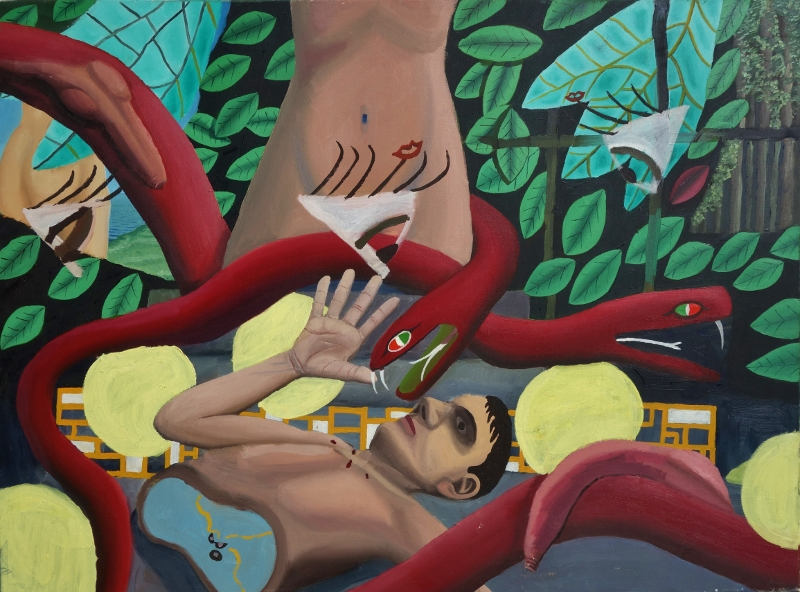
Jalousie, peinture à l'huile, 76 × 101 cm.